# Bataille de Seal Cove
Guerre des Malouines
Batailles
- Invasion argentine
- Géorgie du Sud
- Occupation (en)
- Paraquet
- Black Buck
- ARA General Belgrano
- ARA Alferez Sobral
- HMS Sheffield
- Île Pebble
- Mikado
- Sutton
- San Carlos
- HMS Ardent
- Seal Cove
- HMS Antelope
- Atlantic Conveyor
- HMS Coventry
- Goose Green
- Mount Kent
- Top Malo House
- Gazelle XX377
- Bluff Cove
- Many Branch Point
- Mount Harriet
- Two Sisters
- HMS Glamorgan
- Mount Longdon (en)
- Wireless Ridge (en)
- Mount Tumbledown (en)
- Port Stanley
- Île Thulé

La bataille de  Seal Cove est une bataille navale mineure qui a lieu au large de l'île Lively, pendant la guerre des Malouines. Le 22 mai 1982, alors qu'elles étaient en soutien pendant l'opération Sutton au large de la baie de San Carlos, les frégates britanniques HMS Brilliant et HMS Yarmouth reçoivent pour ordre d'intercepter et de saisir le navire de défense côtière de la Marine argentine, ARA Monsunen.
Le ARA Monsunen était en réalité un petit navire britannique qui avait été capturé pendant l'invasion argentine de 1982. Le navire est localisé par un Hawker Siddeley Harrier de la Royal Air Force alors qu'il naviguait depuis Fox Bay en direction de Port Stanley avec une cargaison de 150 barils de fioul et 250 sacs de farine.

## Le combat
À 4 h 0 du matin GMT, le 23 mai, un hélicoptère Sea Lynx identifie le Monsunen alors que ce dernier se trouvait à l'ouest de l'île Lively et se dirigeait vers le nord. Après que l'ordre de se rendre ait été envoyé au navire par radio, un autre hélicoptère transportant une équipe du SBS tente de l'intercepter. Le second hélicoptère est accueilli avec des tirs de mitrailleuse lourde et d'armes légères, à tel point qu'il est contraint d'interrompre la mission,. Au même moment, le radar du navire de défense côtière détecte la petite escadre britannique à environ 8 miles à la poupe et approchant de manière agressive.
Presque immédiatement, le HMS Yarmouth commença à tirer avec son Canon de marine de 4,5 pouces QF (114 mm) en direction du navire argentin, forçant ce dernier à manœuvrer afin d'éviter les obus. Alors que la distance séparant les opposants n'était plus que de 4 miles, le capitaine Gopcevich, le commandant argentin, décida que la seule façon de tromper les radars britanniques était d'échouer volontairement son bâtiment sur la plage de Seal Cove, une grande crique située à proximité,.
Peu de temps après, il réussit à échouer son navire et ordonne à l'équipage de l'abandonner, le pilonnage britannique reprend alors. Les tirs, imprécis, visent la zone de l'échouage. Pendant l'évacuation du navire, un des hommes tombe à la mer et subit de graves contusions, mais il est sauvé par un jeune marin. L'équipage trouve refuge dans un abri improvisé à terre.

## Conséquences et développements ultérieurs

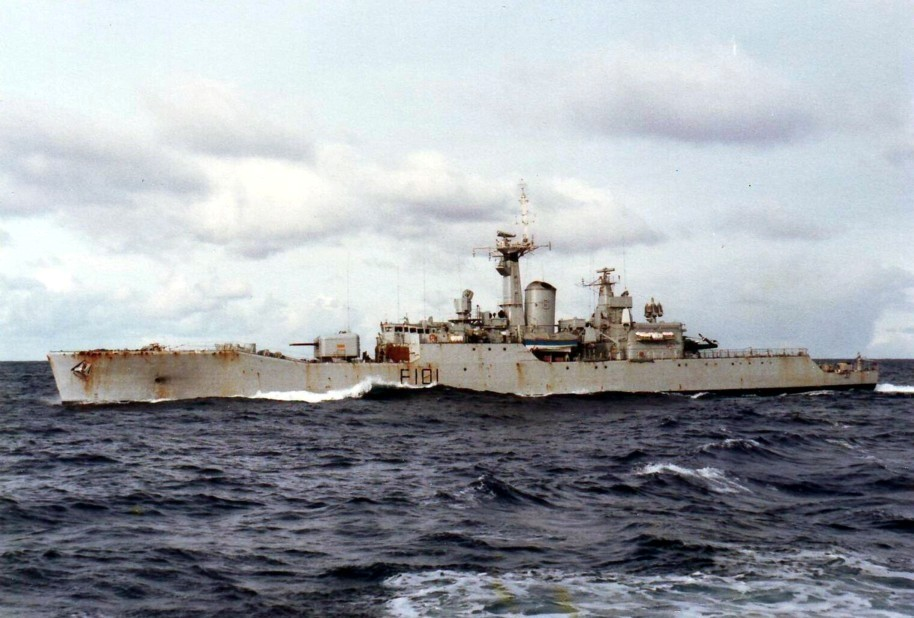
Le HMS Yarmouth.

Après avoir effectivement perdu la trace du petit navire argentin, les frégates britanniques abandonnent la chasse et retournent en baie de San Carlos,. Le Monsunen  est retrouvé par son équipage à la tombée de la nuit, avec ses moteurs toujours en marche ; après avoir été apparemment renfloué par la marée montante. Cependant, des cordages s'étaient empêtrés dans son hélice, endommageant la transmission.
La vitesse du navire étant considérablement réduite, le capitaine Gopcevich demande de l'aide à Port Stanley par radio.
Quelques heures plus tard, un autre chalutier britannique saisi par les Argentins, l'ARA Forrest, prend en remorque le Monsunen jusqu'à Darwin. La cargaison tant attendue est transférée par l'équipage de l'ARA Forrest, qui la transporte à Port Stanley. La mission de ravitaillement qui avait été confiée au  Monsunen est donc remplie avec succès le 25 mai. L'ARA Monsunen est par la suite repris par les forces britanniques, le 29 mai, après la bataille de Goose Green.
Cet affrontement est le seul combat naval entre des navires de surface pendant la guerre des Malouines. Jorge Gopcevich Canevari est décoré de la croix de La Nación Argentina al Valor en Combate.

## Sources et bibliographie
- (es) Horacio A. Mayorga, No Vencidos : relato de las operaciones navales en el conflicto del Atlántico sur, Buenos Aires, Ed. Planeta, 1998, 525 p. (ISBN 978-9-507-42976-7)
- (en) Sir Lawrence Freedman, The Official History of the Falklands Campaign, vol. 2 : War and diplomacy, Londres, Routledge, 2005, 253 p. (ISBN 0-7146-5207-5)
- (en) Gordon Smith, Battle atlas of the Falklands War 1982, by land, sea and air, Penarth, UK, Naval-History.Net, 2009, 141 p. (ISBN 978-1-847-53950-2)
- (en) Ewen Southby-Tailyour et Michael Clapp, Amphibious Assault Falklands : The Battle of San Carlos Water (Biographie), Leo Cooper, 1996, 300 p. (ISBN 978-0-850-52420-8 et 978-1-557-50028-1)